# RIVA TNT
Dentro de la historia del hardware para gráficos, la RIVA TNT —cuyo nombre en código era NV4— fue una unidades de procesamiento gráfico integrada en tarjetas gráficas de consumo masivo que incorporaba acelerador 2D, vídeo y de gráficos 3D. Fabricada por nVidia, fue lanzada a mediados de 1998 y cimentó su reputación como un digno rival en la industria de adaptadores de gráficos 3D para consumo masivo. La primera tarjeta gráfica basada en un chip RIVA TNT fue lanzada el 15 de junio de 1998 por STB: Velocity 4400. RIVA es un acrónimo de Realtime Interactive Video Animation (Animación de video interactiva de tiempo real). El sufijo "TNT" refiere a la capacidad del chip para trabajar en dos texels a la vez (TwiN Texel).

## Descripción general

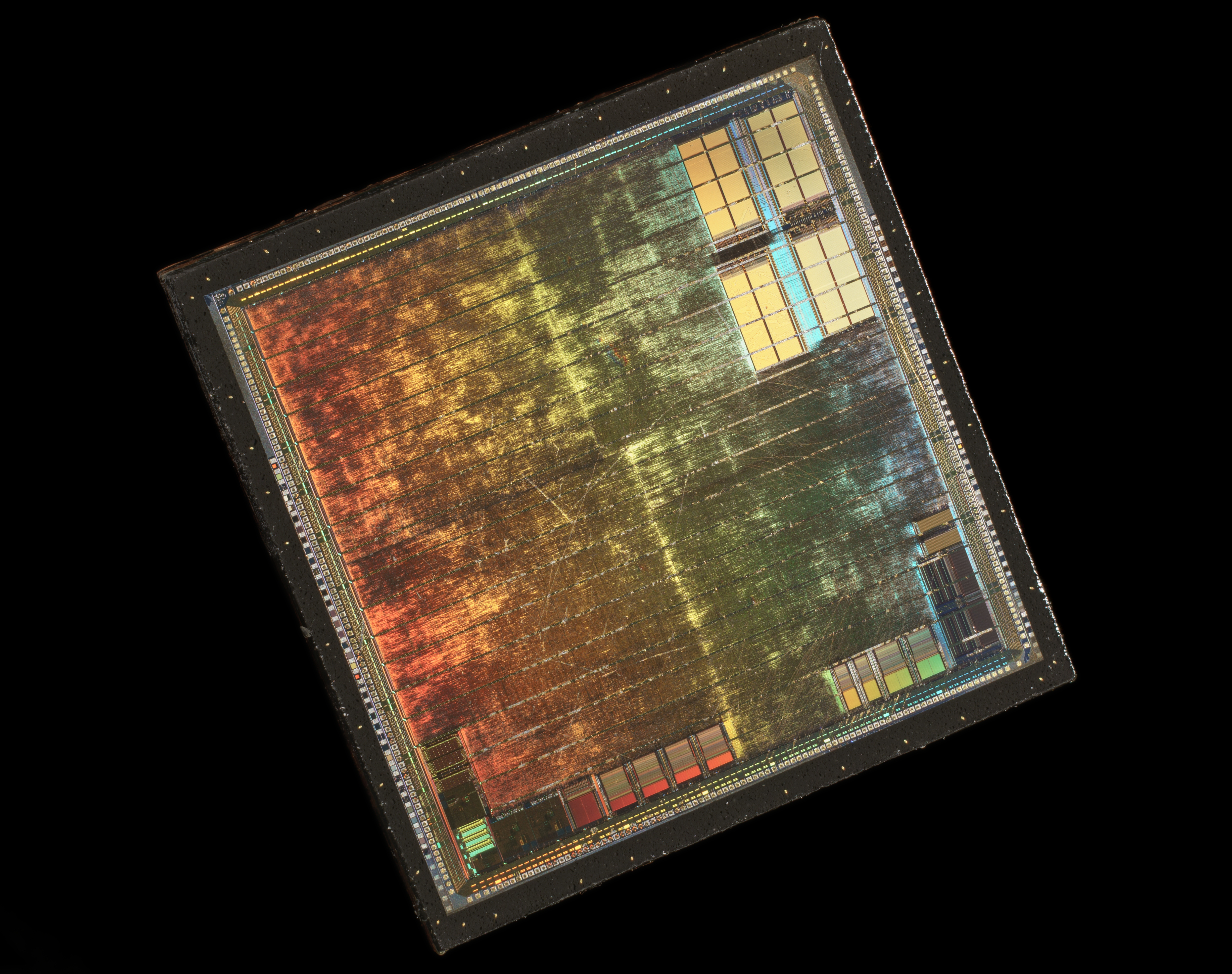
Imagen de la GPU RIVA TNT.

El TNT fue diseñado como una continuación del RIVA 128 y una respuesta a la introducción del Voodoo2 por parte de 3Dfx. Añadió una segunda tubería de píxeles, duplicando prácticamente la velocidad de renderizado y utilizó una memoria considerablemente más rápida.  A diferencia del Voodoo2 (pero al igual que el más lento Matrox G200), también agregó soporte para un formato de píxeles de 32 bits (color verdadero), un búfer Z de 24 bits en modo 3D, un búfer de esténcil de 8 bits y soporte para texturas de 1024 × 1024 píxeles.  Las técnicas mejoradas de filtrado de texturas y mipmapping, incluido el nuevo soporte para filtrado trilineal, mejoraron drásticamente la calidad en comparación con el predecesor de TNT. TNT también agregó soporte para hasta 16 MiB de SDRAM. Al igual que RIVA 128, RIVA TNT es una solución de chip único. 

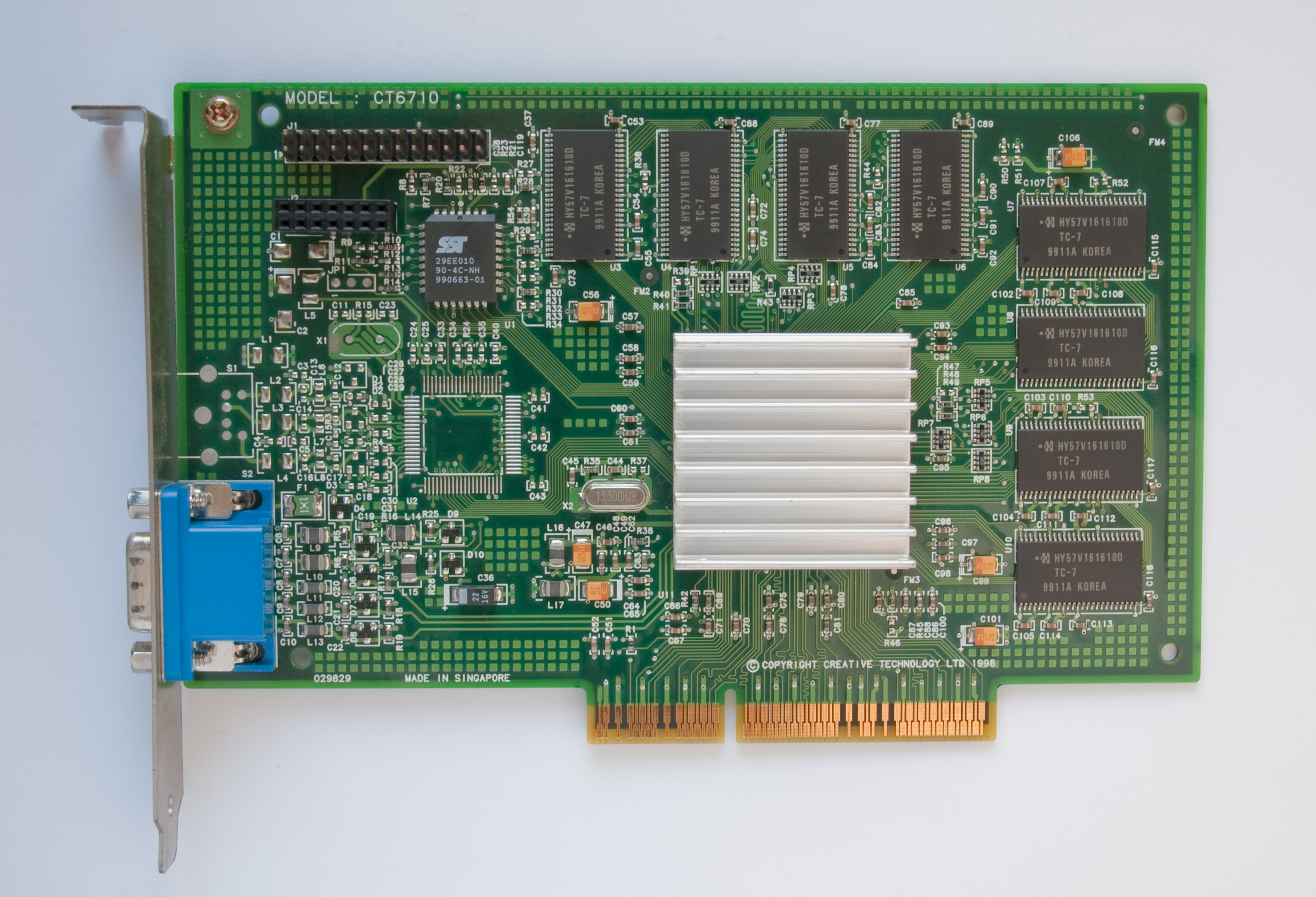
Tarjeta Riva TNT de Creative Technology.

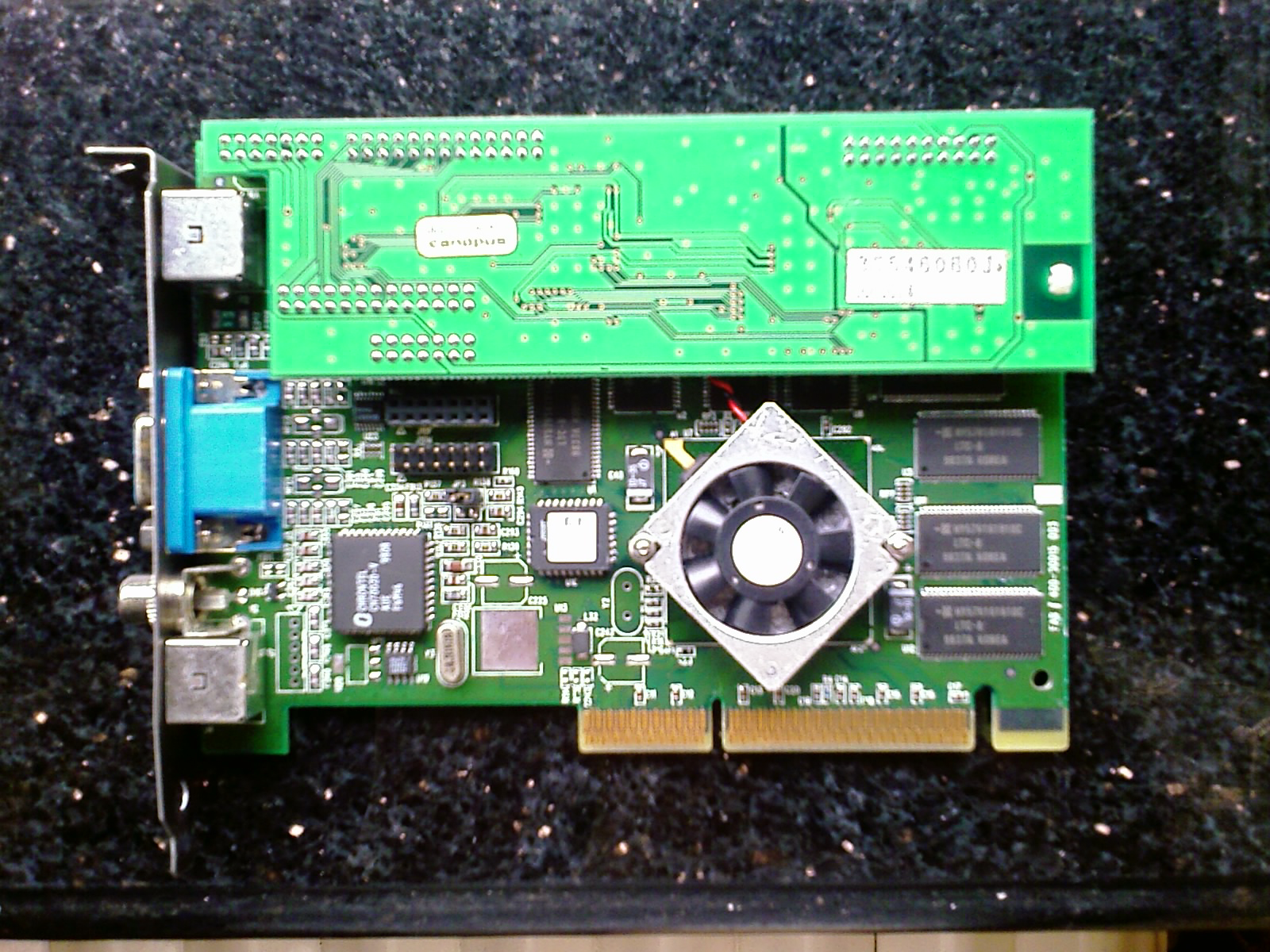
Canopus RIVA TNT AGP.

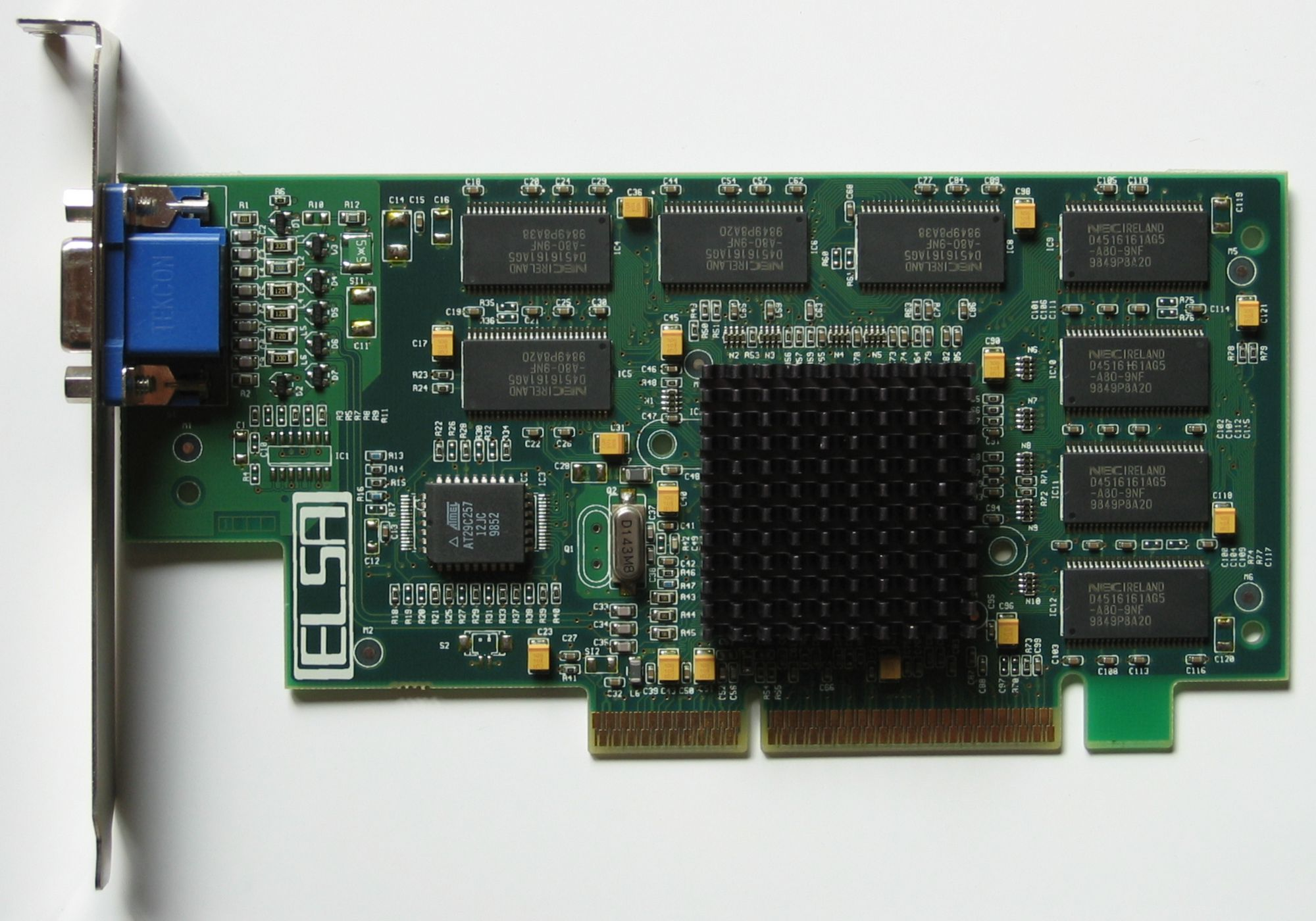
ELSA Erazor II con Nvidia Riva TNT.

El TNT se envió más tarde de lo planeado originalmente, se calentó bastante y tuvo una velocidad de reloj más baja de lo que Nvidia había planeado, 90 MHz en lugar de 110. MHz. Las especificaciones planificadas originalmente deberían haber colocado a la tarjeta por delante de Voodoo2 en rendimiento teórico para aplicaciones Direct3D, pero a 90 MHz no coincidía exactamente con el Voodoo2. 
En ese momento, la mayoría de los juegos eran compatibles con la API Glide patentada de 3dfx, lo que le daba a Voodoo2 una gran ventaja en velocidad y calidad de imagen, y algunos juegos solo usaban la API Glide para la aceleración 3D, lo que no dejaba a los usuarios de TNT en mejor situación que las personas que no tenían un acelerador 3D. Incluso en comparaciones "solo OpenGL ", como el caso de Quake 2, Voodoo2 tuvo la ventaja, ya que se creó un controlador "MiniGL" personalizado específicamente para tarjetas 3dfx para ejecutar el juego (y la mayoría de los otros juegos OpenGL en ese momento). El controlador 3dfx MiniGL no era un controlador OpenGL con todas las funciones, sino un contenedor que asignaba ciertas funciones OpenGL a sus equivalentes en Glide y podía lograr una ventaja de velocidad gracias a eso. Más tarde, cuando se crearon controladores OpenGL con todas las funciones para la línea de tarjetas 3dfx, se observó que era mucho más lento en comparación con su hermano MiniGL reducido. El TNT tenía soporte para color de 32 bits mientras que el Voodoo2 solo soportaba 16 bits (aunque internamente había reducido el color a 24 bits, superando al TNT en calidad de 16 bits). Las tarjetas Voodoo2 también obtuvieron una ventaja de velocidad aún mayor sobre las TNT debido a la capacidad de vincular dos tarjetas Voodoo2 entre sí en una configuración "SLI". 
TNT no igualó las ventas del increíblemente popular Voodoo2. La participación de los clientes en la mente de 3Dfx estaba en su punto máximo durante este tiempo y Nvidia todavía era un jugador relativamente nuevo. Nuevamente, al igual que con el RIVA 128, la falta de soporte de la API Glide obstaculizó las oportunidades de Nvidia de crecer en participación de mercado. Glide fue considerada la mejor API de juegos 3D disponible tanto por jugadores como por desarrolladores. Sin embargo, TNT ganó mucha atención de Nvidia y allanó el camino para la versión renovada llamada RIVA TNT2 . Después de todo, a diferencia del resto de la competencia, Nvidia se había acercado al Voodoo2 en rendimiento en algunos juegos, y lo había superado en calidad de imagen de 32 bits. 

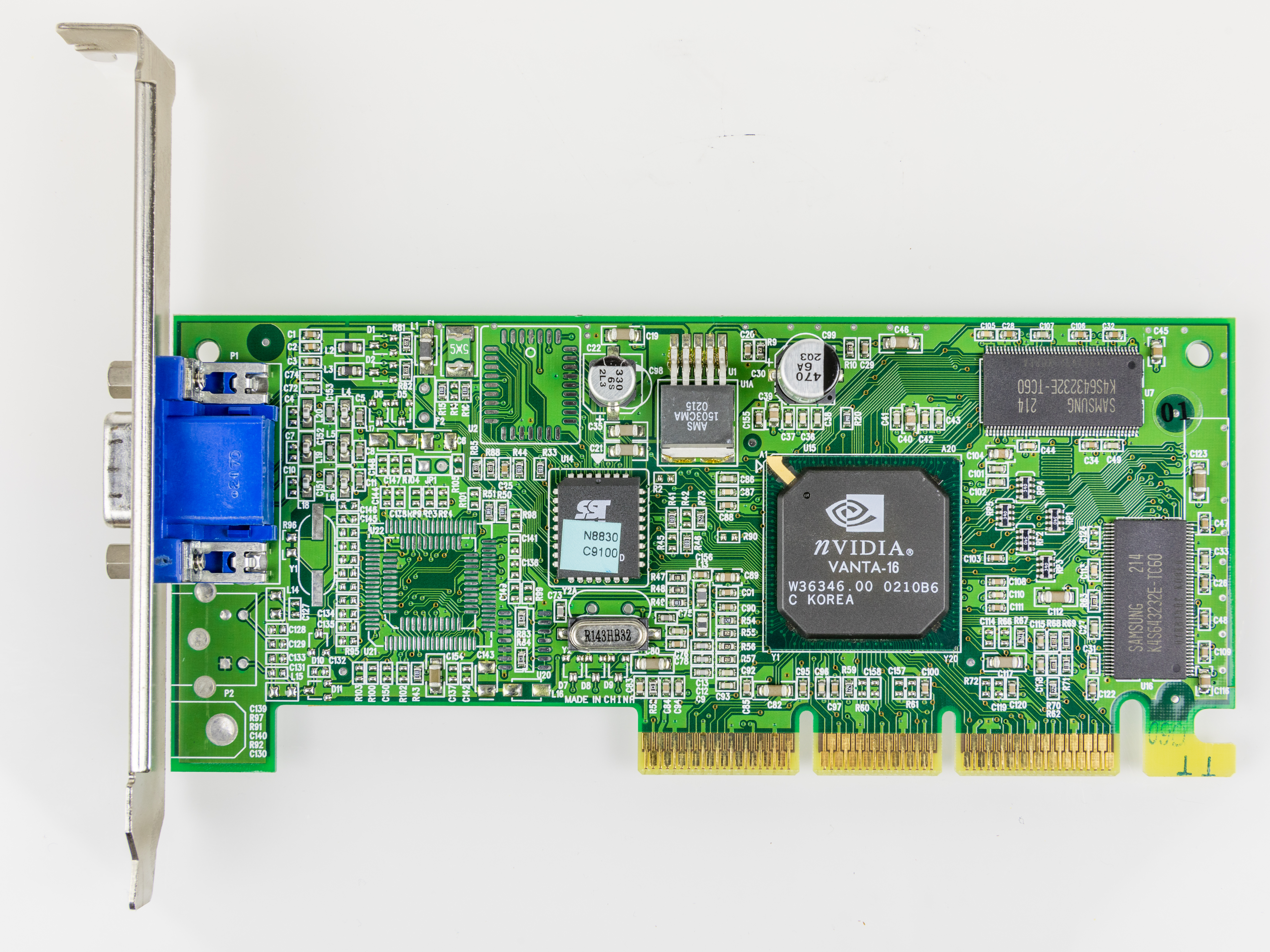
Nvidia MS-8830 con chip gráfico Vanta, tarjeta de video estándar en una computadora de oficina Compaq Deskpro Evo (2001).

En lo que se convertiría en una práctica estándar de la industria a gran escala en años posteriores, Nvidia lanzó una versión económica de TNT llamada Vanta. Esta placa utilizó el mismo chip TNT pero redujo su velocidad de reloj y redujo a la mitad el ancho del bus de datos de memoria (a 64 bits) y el tamaño de la memoria (a 16 MiB). Al hacer esto, Nvidia pudo seguir vendiendo chips TNT que no podían alcanzar las velocidades de reloj especificadas de TNT, una práctica conocida como binning, y reduce significativamente los costos de la placa al utilizar un bus más estrecho y menos RAM. La placa resultó popular entre los fabricantes de computadoras OEM debido a su amplio conjunto de características y su bajo precio. Vanta también se implementó como gráficos integrados en algunas placas base.
El propio TNT se utilizó en varias tarjetas populares, como la Diamond Viper V550 y la STB Velocity 4400, que lograron victorias como OEM con marcas como Dell y Gateway, entre otras.

## Drivers
El desarrollo de controladores de Nvidia con TNT fue el comienzo de sus esfuerzos notablemente agresivos por mantener el mejor conjunto de controladores posible. TNT recibió el primer driver de marca dentro de la industria, llamado Detonator.
Estos controladores fueron un gran éxito. Si bien el TNT siempre había tenido un buen desempeño en sistemas basados en Intel, anteriormente se quedó atrás en términos de rendimiento en los sistemas basados en AMD que existían en ese momento. En ese momento, Quake2 era el punto de referencia en cuanto a rendimiento y el Voodoo2 creado por 3dfx disfrutaba de una gran diferencia de rendimiento respecto del TNT porque tenía 3DNow! optimizaciones que anularon la penalización de rendimiento de la FPU débil y sin canalización en los procesadores AMD actuales. Los controladores Detonator incluyen 3DNow! Las optimizaciones y el rendimiento de Quake2 de TNT aumentaron un 30%. De hecho, todas las aplicaciones OpenGL y DirectX se beneficiaron de estas optimizaciones. Esto hizo que el TNT fuera un acelerador 3D mucho más atractivo para los propietarios de AMD que antes.
Los controladores Detonator también solucionaron problemas de compatibilidad con las placas base de la época y mejoraron la compatibilidad general del software. 
TNT fue el último acelerador de gráficos de Nvidia que tuvo soporte para Windows 3.1x.

## Tabla
| Modelo   | Lanzamiento         | Nombre en clave | Fabricación (nm) | Transistores (millones) | Tamaño del dado (mm2) | Bus interfaz | Frecuencia del núcleo (MHz) | Frecuencia de memoria (MHz) | Configuración del núcleo | Fillrate       | Fillrate   | Fillrate    | Fillrate    | Memoria     | Memoria               | Memoria     | Memoria            | TDP (Vatios) | Última compatibilidad con API | Última compatibilidad con API |
| Modelo   | Lanzamiento         | Nombre en clave | Fabricación (nm) | Transistores (millones) | Tamaño del dado (mm2) | Bus interfaz | Frecuencia del núcleo (MHz) | Frecuencia de memoria (MHz) | Configuración del núcleo | MOperaciones/s | MPíxeles/s | MTexturas/s | MVértices/s | Tamaño (MB) | Ancho de banda (GB/s) | Tipo de bus | Ancho de bus (bit) | TDP (Vatios) | Direct3D                      | OpenGL                        |
| -------- | ------------------- | --------------- | ---------------- | ----------------------- | --------------------- | ------------ | --------------------------- | --------------------------- | ------------------------ | -------------- | ---------- | ----------- | ----------- | ----------- | --------------------- | ----------- | ------------------ | ------------ | ----------------------------- | ----------------------------- |
| Riva TNT | 15 de junio de 1998 | NV4             | TSMC 350 nm      | 7                       | 90                    | AGP 2x, PCI  | 90                          | 110                         | 2:2:2                    | 180            | 180        | 180         | 0           | 8 16        | 1.76                  | SDR         | 128                | ?            | 6.0                           | 1.2                           |
| Vanta    | 22 de marzo de 1999 | NV6             | TSMC 250 nm      |                         |                       | AGP 4x, PCI  | 100                         | 125                         | 2:2:2                    | 200            | 200        | 200         | 0           | 8 16        | 1.0                   | SDR         | 64                 | ?            | 6.0                           | 1.2                           |
| Vanta LT | marzo de 2000       | NV6             | TSMC 250 nm      | AGP 2x                  | 80                    | 100          | 160                         | 160                         | 2:2:2                    | 160            | 8 16       | 0.8         | 0           | ?           |                       | SDR         | 64                 |              | 6.0                           | 1.2                           |